# WTA de Acapulco
O WTA de Acapulco – ou Abierto Mexicano Telcel, na última edição – foi um torneio de tênis profissional feminino, de nível WTA International.
Realizado em Acapulco, no sudoeste do México, estreou em 2001 e durou vinte edições. Em 2021, deixou de ser evento combinado com a ATP; a realização no país passou para Guadalajara. Os jogos eram disputados em quadras duras durante o mês de fevereiro.

## Finais

### Simples
| Ano                                                         | Campeã              | Vice-campeã            | Resultado      |
| ----------------------------------------------------------- | ------------------- | ---------------------- | -------------- |
| Torneio não realizado em 2022                               |                     |                        |                |
| Torneio não realizado em 2021 devido à pandemia de COVID-19 |                     |                        |                |
| 2020                                                        | Heather Watson      | Leylah Fernandez       | 6–4, 86–7, 6–1 |
| 2019                                                        | Wang Yafan          | Sofia Kenin            | 2–6, 6–3, 7–5  |
| 2018                                                        | Lesia Tsurenko      | Stefanie Vögele        | 5–7, 7–62, 6–2 |
| 2017                                                        | Lesia Tsurenko      | Kristina Mladenovic    | 6–1, 7–5       |
| 2016                                                        | Sloane Stephens     | Dominika Cibulková     | 6–4, 4–6, 7–65 |
| 2015                                                        | Timea Bacsinszky    | Caroline Garcia        | 6–3, 6–0       |
| 2014                                                        | Dominika Cibulková  | Christina McHale       | 7–63, 4–6, 6–4 |
| 2013                                                        | Sara Errani         | Carla Suárez Navarro   | 6–0, 6–4       |
| 2012                                                        | Sara Errani         | Flavia Pennetta        | 5–7, 7–62, 6–0 |
| 2011                                                        | Gisela Dulko        | Arantxa Parra Santonja | 6–3, 7–65      |
| 2010                                                        | Venus Williams      | Polona Hercog          | 2–6, 6–2, 6–3  |
| 2009                                                        | Venus Williams      | Flavia Pennetta        | 6–1, 6–2       |
| 2008                                                        | Flavia Pennetta     | Alizé Cornet           | 6–0, 4–6, 6–1  |
| 2007                                                        | Émilie Loit         | Flavia Pennetta        | 7–60, 6–4      |
| 2006                                                        | Anna-Lena Grönefeld | Flavia Pennetta        | 6–1, 4–6, 6–2  |
| 2005                                                        | Flavia Pennetta     | Ľudmila Cervanová      | 3–6, 7–5, 6–3  |
| 2004                                                        | Iveta Benešová      | Flavia Pennetta        | 7–65, 6–4      |
| 2003                                                        | Amanda Coetzer      | Mariana Díaz-Oliva     | 7–5, 6–3       |
| 2002                                                        | Katarina Srebotnik  | Paola Suárez           | 6–71, 6–4, 6–2 |
| 2001                                                        | Amanda Coetzer      | Elena Dementieva       | 2–6, 6–1, 6–2  |

### Duplas
| Ano                                                         | Campeãs                                            | Vice-campeãs                                           | Resultado          |
| ----------------------------------------------------------- | -------------------------------------------------- | ------------------------------------------------------ | ------------------ |
| Torneio não realizado em 2022                               |                                                    |                                                        |                    |
| Torneio não realizado em 2021 devido à pandemia de COVID-19 |                                                    |                                                        |                    |
| 2020                                                        | Desirae Krawczyk Giuliana Olmos                    | Kateryna Bondarenko Sharon Fichman                     | 6–3, 7–65          |
| 2019                                                        | Victoria Azarenka Zheng Saisai                     | Desirae Krawczyk Giuliana Olmos                        | 6–1, 6–2           |
| 2018                                                        | Tatjana Maria Heather Watson                       | Kaitlyn Christian Sabrina Santamaria                   | 7–5, 2–6, [10–2]   |
| 2017                                                        | Darija Jurak Anastasia Rodionova                   | Verónica Cepede Royg Mariana Duque Mariño              | 6–3, 6–2           |
| 2016                                                        | Anabel Medina Garrigues Arantxa Parra Santonja     | Kiki Bertens Johanna Larsson                           | 6–0, 6–4           |
| 2015                                                        | Lara Arruabarrena María Teresa Torró Flor          | Andrea Hlaváčková Lucie Hradecká                       | 7–62, 5–7, [13–11] |
| 2014                                                        | Kristina Mladenovic Galina Voskoboeva              | Petra Cetkovská Iveta Melzer                           | 7–62, 5–7, [13–11] |
| 2013                                                        | Lourdes Domínguez Lino Arantxa Parra Santonja      | Catalina Castaño Mariana Duque Mariño                  | 6–4, 7–61          |
| 2012                                                        | Sara Errani Roberta Vinci                          | Lourdes Domínguez Lino Arantxa Parra Santonja          | 6–2, 6–1           |
| 2011                                                        | Mariya Koryttseva Ioana Raluca Olaru               | Lourdes Domínguez Lino Arantxa Parra Santonja          | 3–6, 6–1, [10–4]   |
| 2010                                                        | Polona Hercog Barbora Záhlavová-Strýcová           | Sara Errani Roberta Vinci                              | 2–6, 6–1, [10–2]   |
| 2009                                                        | Nuria Llagostera Vives María José Martínez Sánchez | Lourdes Domínguez Lino Arantxa Parra Santonja          | 6–4, 6–2           |
| 2008                                                        | Nuria Llagostera Vives María José Martínez Sánchez | Iveta Benešová Petra Cetkovská                         | 6–2, 6–4           |
| 2007                                                        | Lourdes Domínguez Lino Arantxa Parra Santonja      | Émilie Loit Nicole Pratt                               | 6–3, 6–3           |
| 2006                                                        | Anna-Lena Grönefeld Meghann Shaughnessy            | Shinobu Asagoe Émilie Loit                             | 6–1, 6–3           |
| 2005                                                        | Alina Jidkova Tatiana Perebiynis                   | Rosa María Andrés Rodríguez Conchita Martínez Granados | 7–5, 6–3           |
| 2004                                                        | Lisa McShea Milagros Sequera                       | Olga Blahotová Gabriela Navrátilová                    | 2–6, 7–65, 6–4     |
| 2003                                                        | Émilie Loit Åsa Svensson                           | Petra Mandula Patricia Wartusch                        | 6–3, 6–1           |
| 2002                                                        | Virginia Ruano Pascual Paola Suárez                | Tina Križan Katarina Srebotnik                         | 7–5, 6–1           |
| 2001                                                        | María José Martínez Ana Isabel Medina Garrigues    | Virginia Ruano Pascual Paola Suárez                    | 6–4, 56–7, 7–5     |